# Rob Van Dam
Pour les articles homonymes, voir Van Dam et Dam.
 (août 2021).
Robert Alexander Szatkowski (né le 18 décembre 1970 à Battle Creek, dans le Michigan), plus connu sous le nom de Rob Van Dam, est un catcheur américain. Il est connu pour avoir travaillé avec l'Extreme Championship Wrestling, puis à la World Wrestling Entertainment, avec Impact Wrestling, Total Nonstop Action (TNA) et avec la World Championship Wrestling (WCW).
Il travaille actuellement à l'All Elite Wrestling.
Il a été trois fois champion du monde: une fois champion de la WWE, une fois champion du monde poids-lourds de la ECW et une fois champion du monde poids-lourds de la TNA et il est aussi le seul à avoir remporté ces trois titres. Il est le dernier possesseur du championnat hardcore de la WWE (qu'il a en tout détenu quatre fois dans sa carrière) et du championnat européen de la WWE avant leurs unifications respectives avec le championnat intercontinental. Il est aussi le gagnant de l'édition 2006 du Money in the Bank ladder match. De plus, il a remporté de nombreux championnats dans diverses fédérations, que ce soit en solo ou en équipe.
Il est introduit dans le Hall of Fame de la WWE en 2021.

## Carrière

### Jeunesse et débuts (1987-1996)
Szatkowski fait sa première apparition à la télévision à la World Wrestling Federation en 1987 dans une mise en scène impliquant Ted DiBiase. Dans ce segment, il embrasse les pieds de DiBiase (qui incarne un milliardaire vantard) pour 100 $. Il pratique le kick-boxing, terminant deuxième du Kalamazoo Toughman Contest ainsi que l'haltérophilie.
La carrière de catcheur de Szatkowski débute en 1990 après s'être entraîné auprès de The Sheik dans le Michigan ; peu de temps après il part pour le Tennessee à l'United States Wrestling Association. Durant son passage au sein de cette fédération, il rencontre Ron Slinker, un promoteur de catch de Floride, qui le fait venir dans sa fédération et lui donne le nom de ring de Rob Van Dam, car il trouve son véritable nom difficile à prononcer et veut faire référence à l'acteur Jean-Claude Van Damme,. En Floride, il affronte Sabu à plusieurs reprises.
À la fin de l'année 1992, il signe un contrat avec la World Championship Wrestling alors dirigé par Bill Watts qui lui donne le nom de ring de Robbie V et le met un peu en avant en lui donnant plusieurs victoires. Au cours de l'année 1993, Watts démissionne et Ole Anderson, qui le remplace, décide que Robbie V est un jobber. Szatkowski, sentant le vent tourner, décide de quitter la fédération peu après. Il retourne ensuite sur le circuit indépendant américain et effectue régulièrement des tournées au Japon à la All Japan Pro Wrestling,.

### Extreme Championship Wrestling (1996-2001)
En janvier 1996, il commence à travailler pour l'Extreme Championship Wrestling (ECW), et gagne son premier match face à Axl Rotten le 5 janvier. Le 30 mars, il affronte 2 Cold Scorpio pour le championnat du monde télévision de l'ECW, ce match se conclut sur un nul après 30 minutes de combat,. Il a ensuite une courte rivalité avec Sabu qui commence avec la victoire de ce dernier le 20 avril au cours d'Hostile City Showdown. Après le match, Sabu refuse de lui serrer la main. Van Dam remporte la revanche à A Matter of Respect le 11 mai avant de perdre un Stetcher match le 3 août lors de The Doctor Is In,,,. Van Dam gagne le respect de son rival avec qui il fait équipe et le 16 novembre au cours de November to Remember, ils deviennent challengers pour le championnat du monde par équipe de l'ECW après une égalité durant leur match face à The Eliminators (John Kronus et Perry Saturn) ; les deux équipes affrontent alors The Gangstas (Mustafa et New Jack) dans un match à élimination où Taz intervient en faveur des Ganstas, causant l'élimination de Van Dam et Sabu.
Au début de l'année 1997, Van Dam et Sabu tentent, à plusieurs reprises, de remporter le championnat par équipe détenu par The Eliminators mais échouent que ce soit à Crossing The Line Again le 1er ou le 22 février dans un Tables and Ladders match au cours de Cyberslam,. Il perd ensuite plusieurs matchs face à Taz, et semble alors frustré et déclare que bientôt il va travailler le lundi soir (en référence aux Monday Night Wars, la guerre d'audience entre la World Wrestling Federation (WWF) et la World Championship Wrestling) ce qui lui vaut le surnom de Mr Monday Night. Le 13 avril, au cours du premier spectacle de l'ECW en paiement à la séance, Barely Legal, il remporte un match face à Lance Storm. Le 12 mai, il rejoint la WWF et participe à une storyline entre la WWF et l'ECW et a un match face à Jeff Hardy que Van Dam remporte rapidement. Le 16 juin, il fait équipe avec Jerry Lawler et se font éliminer par The Headbangers (Mosh et Thrasher) au premier tour du tournoi pour désigner les nouveaux champions du monde par équipe de la WWF. Il retourne ensuite à l'ECW où il a une rivalité avec Tommy Dreamer qui donne lieu à un match le 30 novembre à November to Remember duquel Van Dam sort vainqueur,. Entretemps, le 11 septembre, il participe à un spectacle organisé en l'honneur de Terry Funk où il affronte Dory Funk, Jr. contre qui il perd.

### World Wrestling Federation/World Wrestling Entertainment (2001-2007)

#### Champion hardcore (2001-2002)

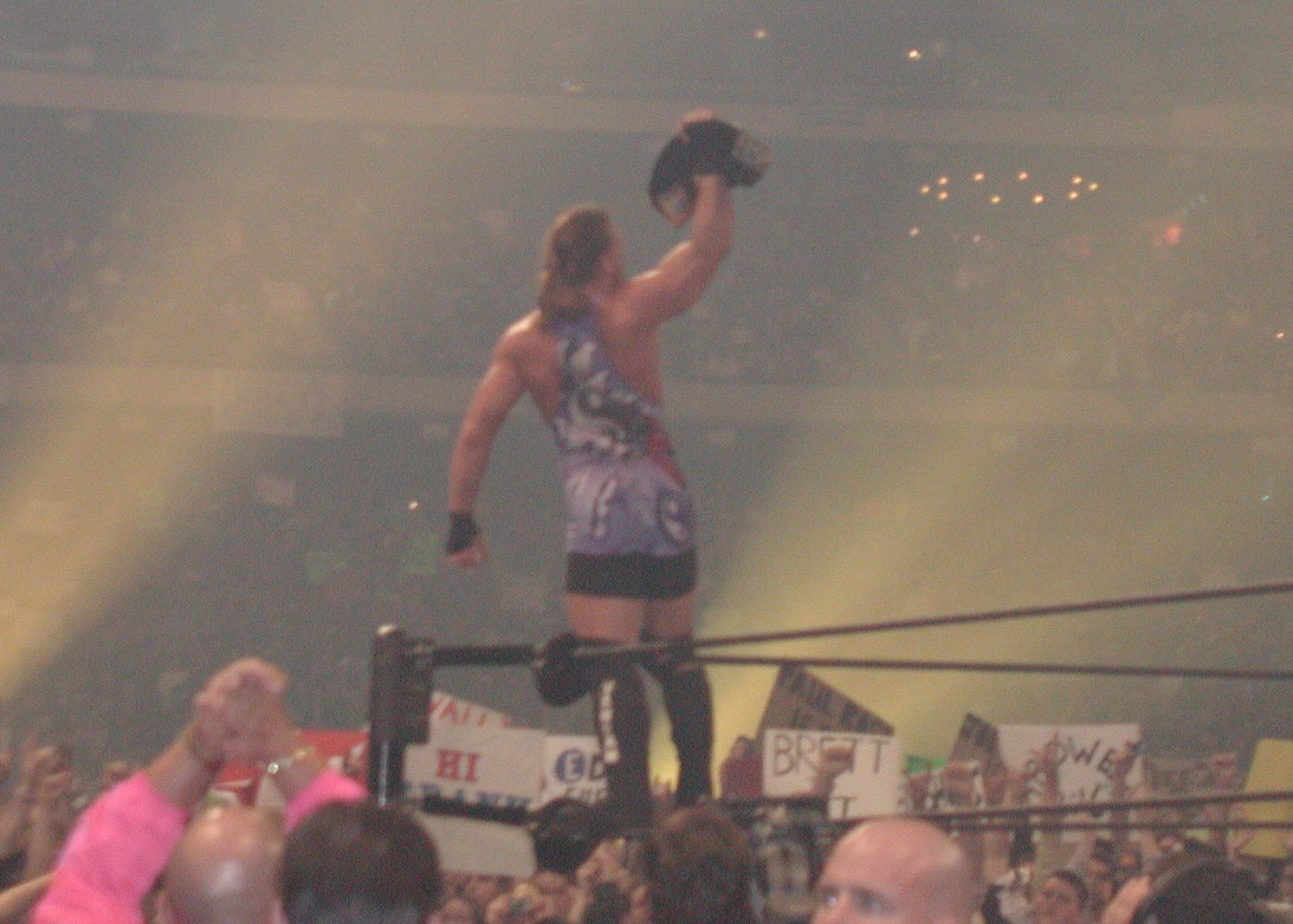
Rob Van Dam remporte le titre intercontinental à WrestleMania X8

Quelques mois après la fermeture de la ECW, Van Dam signe un contrat à court terme avec la World Wrestling Federation (WWF), pour prendre part à l’angle d’invasion alors en cours qui consiste en une alliance entre les anciens lutteurs de la World Championship Wrestling (WCW) et de la ECW contre les lutteurs de la WWF. Aux côtés de Tommy Dreamer, RVD retourne dans la fédération le 9 juillet 2001, à RAW, pour attaquer Kane et Chris Jericho. Il est d'abord booké en tant que heel. Après avoir vaincu Jeff Hardy et remporté le titre hardcore lors du pay-per-view WWF Invasion, Van Dam devient un des membres les plus populaires de l’Alliance, ce même lorsqu’il défie, sans succès, le leader de l’Alliance et favori de la foule Stone Cold Steve Austin pour le titre de la WWF. Lors des Survivor Series 2001, le 18 novembre, Van Dam et quatre autres membres de l’Alliance affrontent une équipe de la WWF dans un combat où l’enjeu est le contrôle de la fédération. L’équipe de la WWF l’emporte et tous les membres de l’Alliance sont congédiés. Cependant, comme il détient le titre hardcore, Van Dam conserve son emploi. Il fait un face turn à la fin de l'année 2001. Il perd son titre contre l'Undertaker à Vengeance 2001. Son contrat à court terme est alors allongé de quelques années, qu'il renouvelle en 2005.

#### Champion intercontinental (2002-2005)
À WrestleMania X8, il gagne le titre intercontinental contre William Regal. Quand la WWF (renommée la World Wrestling Entertainment (WWE)) se divise en deux branches, RAW et SmackDown, en 2002, Van dam est repêché par RAW et y amène le titre intercontinental. Lors d'un RAW en avril 2002 alors qu'il affronte Booker T, Eddie Guerrero fait son retour et l'attaque, prétextant que RVD lui a volé sa prise de finition. À Backlash (2002), Eddie Guerrero gagne le titre intercontinental de RVD. RVD l'affronte à Judgement Day et à Insurrextion 2002, toujours sans succès.
Entre-temps, à Raw, RVD obtient, le 20 mai, RVS obtient un match de championnat contre l'Undertaker. Il parvient à remporter le titre de champion indisputé, mais l'arbitre n'ayant pas vu que le pied de l'Undertaker était sur la corde, Ric Flair relance le match. L'Undertaker récupère alors la ceinture et RVD est resté champion une minute. En effet, l'annonceuse Liliane Garcia proclame que le l'Undertaker est le nouveau champion[Quoi ?].
Plus tard, Rob Van Dam gagne un Ladder Match contre Eddie Guerrero à RAW pour le titre intercontinental pour empocher son deuxième titre. Il commence alors une rivalité contre Brock Lesnar qui débute lorsque Lesnar gagne contre RVD dans la finale du King Of The Ring. Les deux s'affronte alors a Vengeance 2002 mais Lesnar gagne par disqualification et ne remporte pas le titre de RVD. Le 29 juillet 2002, RVD perd sa ceinture contre le membre de SmackDown, Chris Benoit mais Van Dam remporte la ceinture pour la troisième fois lors de SummerSlam 2002 pour le reperdre le 16 septembre 2002 à RAW contre Chris Jericho à cause de Triple H. Mais Rob Van Dam a une chance pour le titre poids lourds à Unforgiven 2002, mais perd à la suite d'une intervention de Ric Flair qui effectue un heel turn. Par la suite, Ric Flair et RVD s'affrontent à No Mercy 2002 dans un match que RVD gagne. Il participe aussi au premier match de l'Elimination Chamber de l'histoire aux Survivors Series 2002 pour le titre poids lourds mais sans succès. Il tente sa chance au Royal Rumble 2003 mais est éliminé par Kane. Il s'ensuit une alliance avec Kane qui atteint son apogée lorsqu'il met la main sur les titres par équipes de RAW lors d'un épisode de RAW en mars. Mais il perd les titres par équipes à Bad Blood 2003 face à la Résistance et deux semaines après Kane se fait démasquer et attaque Van Dam. Il a une rivalité avec Kane jusqu'à ce que Shane McMahon revienne et vienne défier Kane parce que ce dernier a attaqué sa mère. Rob Van Dam quant à lui gagne le titre intercontinental contre Christian avant de le perdre contre Chris Jericho, mais celui-ci ne garde le titre que quelques minutes car Stone Cold Steve Austin donne tout de suite un match revanche à RVD, que ce dernier gagne empochant le titre pour la cinquième de sa carrière. Mais il perd contre son titre contre Randy Orton à Armaggedon 2003. En février 2004, il gagne le titre par équipes de RAW avec Booker T ; ils le conserveront dans un match à quatre équipes à WrestleMania XX mais le perdront le 21 mars 2004. Lors de ce même jour, RVD est échangé à SmackDown!. Il fait ses débuts le 24 mars en battant Charlie Haas. D'avril jusqu'à juin 2004, il essaye de remporter le titre des États-Unis mais sans succès. En septembre 2004, Van dam forme une équipe avec Rey Mysterio qui gagne le titre par équipes de SmackDown à No Mercy 2004 avant de les perdre en décembre 2004 face au Basham Brothers.
En janvier 2005, Van Dam se blesse gravement à un genou. Le 27 janvier, il se fait opérer un ligament et un ménisque. Alors qu’il est en pleine convalescence, RVD fait une apparition au PPV ECW One Night Stand, une réunion d’ancien de la ECW présenté le 12 juin 2005 au Hammerstein Ballroom de New York. Une idée que Rob Van Dam a vendu à Vince McMahon. Accompagné par son manager de la ECW, Fonzie, et portant un protège genou, Van Dam livre une interview critiquant la façon dont le PPV fut engagé par la WWE, plus tard, il se fait attaquer par Rhyno. Sabu vient alors à son secours, et bat Rhyno dans un combat impromptu. Le 27 juin 2005, Van Dam toujours en convalescence est échangé à RAW. Carlito présente la situation et insulte RVD avant de l'attaquer et lui frapper le genou.

#### Mr. Money in the Bank, WWE Champion et ECW Champion (2006-2007)

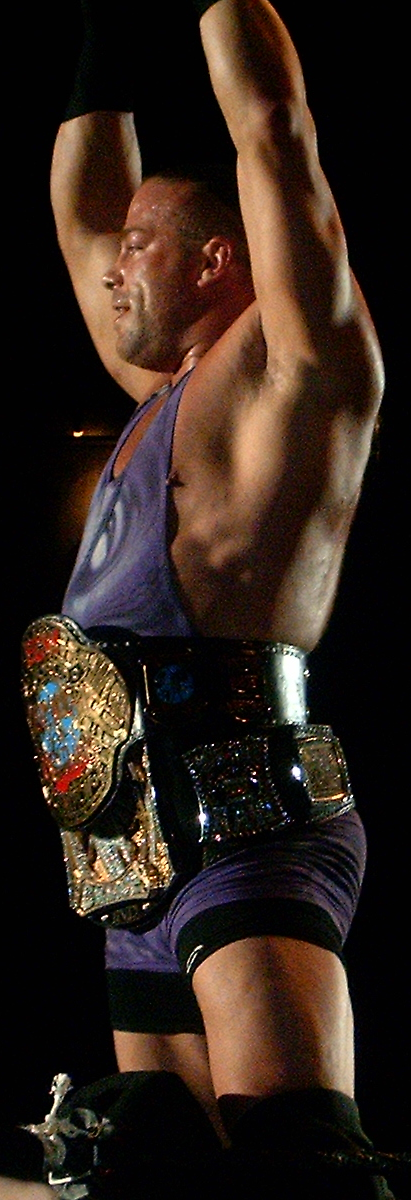
Rob Van Dam en tant que champion de la WWE et champion de la ECW.

RVD fait son retour six mois plus tard lors du Royal Rumble 2006. Il prend sa revanche sur Carlito en l’éliminant, avant d'être éliminé à son tour par Rey Mysterio (il faisait partie des quatre derniers finalistes). Le 6 février 2006 à RAW, Van Dam bat à nouveau Carlito lors du première ronde du tournoi Road To WrestleMania. Une semaine plus tard, il bat Chris Masters pour se rendre en finale du tournoi qu'il ne remportera pas. Le 27 février à RAW, RVD bat Trevor Murdoch pour se qualifier au « Money In The Bank Ladder Match » qui est présenté à WrestleMania 22. Le 2 avril à WrestleMania, il remporte la mallette qui lui garantit un combat de championnat du monde pour une période d'un an.
Le 10 avril 2006, Shelton Benjamin met Van Dam au défi de mettre son Money in the Bank en jeu dans un match. Van Dam contre-attaque en demandant un match pour le titre intercontinental de Benjamin. Une semaine plus tard, Van Dam et Benjamin ont choisi un adversaire mystère pour l'autre avec le perdant qui met ce qu'il a en jeu à WWE Backlash 2006 le 30 avril 2006. Benjamin perd contre Charlie Haas qui faisait son retour, tandis que Van Dam a été battu par les 5 membres de la Spirit Squad. Finalement, le titre et la mallette du Money in the Bank sont mis en jeu à Backlash, avec une victoire de Van Dam. Benjamin regagne son titre le 15 mai 2006 lors de RAW dans un three-on-two handicap Texas Tornado match.

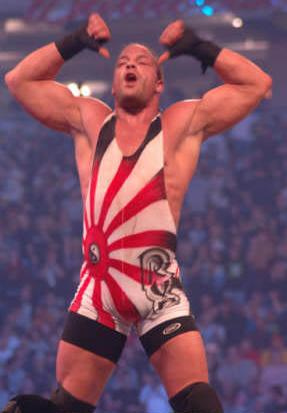
RVD à la ECW.

Le 29 mai 2006, Van Dam est affecté à nouvelle division Extreme Championship Wrestling de la WWE par Paul Heyman. Quelques jours plus tard, il annonce au Champion de la WWE John Cena, qu'il utilisera sa mallette contre lui à One Night Stand pour avoir un match pour le WWE Championship. À One Night Stand, Rob Van Dam bat John Cena pour gagner le WWE Championship. Les fans de la ECW ont énormément insulté Cena, allant même jusqu'à accrocher une pancarte disant « Si Cena gagne, on fait une émeute ». Après que deux arbitres ont été mis K.O., Edge intervient en faveur de Van Dam pour que ce dernier gagne.
Le Ironton Tribune rapporte que Rob Van Dam et Sabu de la ECW ont été arrêtés dimanche soir par la Ohio State Highway Patrol, pour possession de drogue. RVD avait sur lui 18 grammes de marijuana et cinq capsules de Vicodin, alors que Sabu avait de la paraphernalia et neuf pilules non identifiées, mais illicites. Ils ont comparu le jeudi suivant à la cour municipale d'Ironton[Quand ?].
Le 3 juillet 2006, en réaction au dernier évènement, la WWE retire le titre de champion de la WWE à RVD via un Triple Threat Match face à Edge et John Cena qu'Edge remporte. RVD est suspendu pendant 30 jours par la WWE. Il revient le 5 août 2006, dans un house show puis le 8 août lors de l’émission de la ECW sur Sci-Fi. Il s’en prend alors à Sabu et Kurt Angle durant leur combat. Il participe à December to Dismember à l’Extreme Elimination Chamber match pour le championnat du monde de la ECW, mais sera le 3e lutteur éliminé pendant que Lashley remporte la victoire et le titre. Il affronte Lashley deux fois par la suite, perdant par décompte extérieur et par interférence.

#### Départ (2007)
À Wrestlemania 23, RVD combat aux côtés de Tommy Dreamer, Sandman et Sabu dans l'équipe ECW Original's contre le New Breed. La veille RVD et Sabu introduisent The Original Sheik, Ed Fahrat dans le WWE Hall of Fame 2007. Juste après, il se fait arrêter par la police avec Sabu pour possession de drogue. En 2007, Randy Orton cause une commotion cérébrale à Van Dam à la suite d'un Kick From Hell (appelé maintenant Punt Kick) durant un match. Après le match, Orton attaque Rob en raison des commentaires de ce dernier sur le site WWE.com à propos du manque de respect de Randy Orton envers Shawn Michaels (HBK), qui souffre également d'une commotion cérébrale du fait du Legend Killer.
Le 3 juin 2007, Rob Van Dam affronte à nouveau Orton à One Night Stand dans un Stretcher Match. Le match semble acquis d'avance à Orton, mais alors qu'il pousse Van Dam vers la ligne, Van Dam lui met un coup, Orton tombe sur la civière et Van Dam le pousse par delà la ligne, remportant ainsi le match. Orton se venge sur RVD quelques instants plus tard, avec un DDT modifié depuis la rambarde des spectateurs, lui causant un nouveau choc à la tête. RVD se voit placer une minerve et est évacué. Le site WWE.com annonce que Rob Van Dam est indisponible pour une durée indéterminée, et pourrait même ne jamais remonter sur un ring.
Il démissionne donc de la WWE, même si, le 10 décembre 2007, au 15e anniversaire de WWE Raw, RVD fera un retour surprise d'une seule soirée, en acceptant le challenge ouvert à toutes les légendes lancé par Santino Marella.
Il fait une apparition surprise à la WWE au Royal Rumble 2009 en rentrant 25e et est éliminé par Chris Jericho.

### American Wrestling Rampage (2009)
Le 18 mars 2009, il remporte le AWR Heavyweight Championship en battant l'ancien champion Shawn Maxer et Sabu dans un Triple Threat Match. Il parvient trois fois de suite à défendre son titre face à René Duprée : le 20 mars à Rouen, le 21 à Clermont-Ferrand et le 22 à Dijon. Il le perdra finalement à Bordeaux face à Duprée.
Le 28 mars, il tente de reconquérir le titre dans un Triple Threat Match face à René Duprée et Sabu mais perd le match. Le 24 novembre, 2009 à Nantes, Rob Van Dam récupère le AWR Heavyweight Championship en battant René Duprée dans un match de 2 out of 3 falls.

### Total Nonstop Action Wrestling (2010-2013)

#### Champion du monde poids lourds (2010-2012)

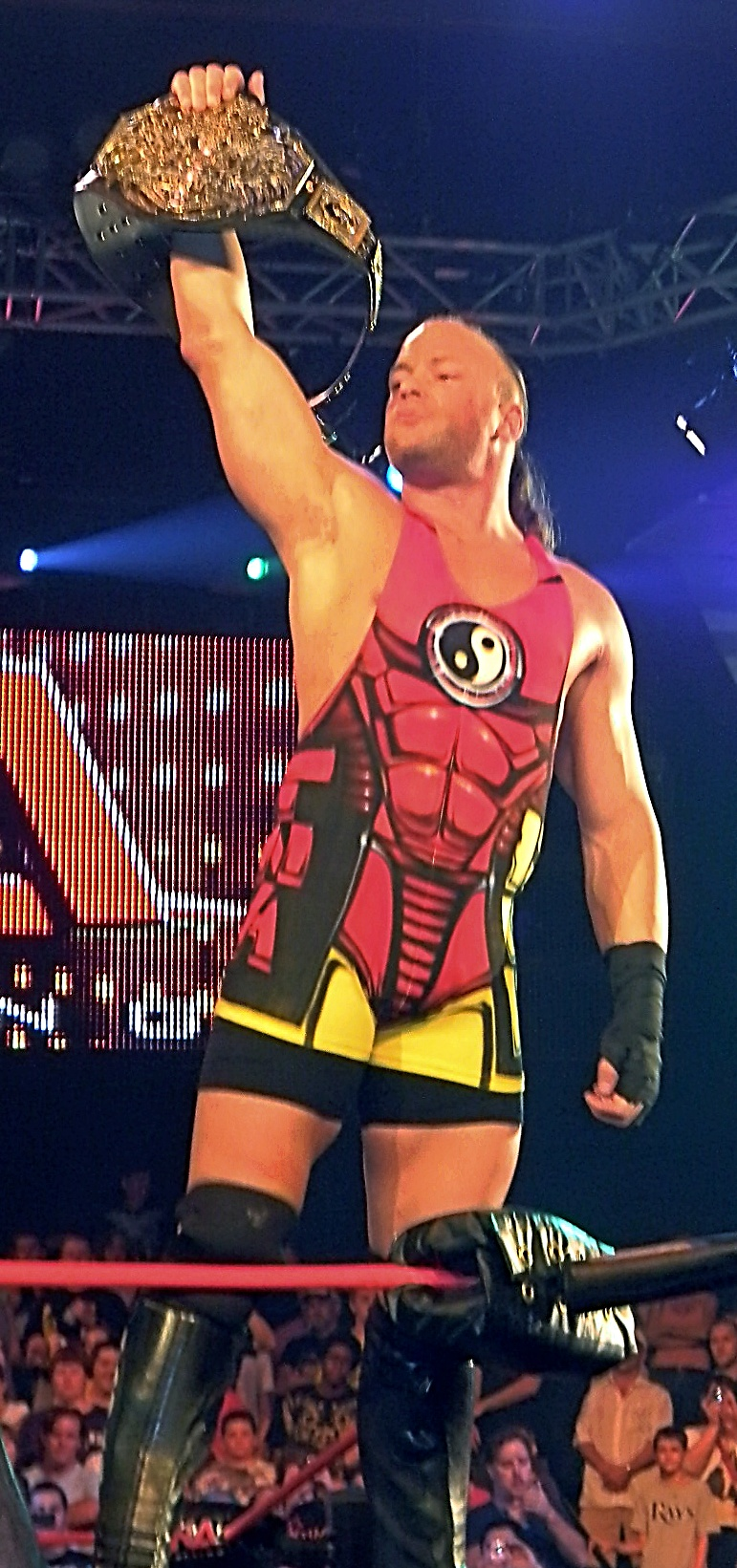
Rob Van Dam en tant que Champion du Monde Poids-Lourds de la TNA

Le 8 mars 2010 à Impact, Rob Van Dam fait ses débuts à la TNA en tant qu'adversaire surprise de Sting, qu'il bat en quelques secondes. Il participe ensuite à multiples matchs par équipe dont il ressort à chaque fois vainqueur. Il remporte son premier match en pay per view à Lockdown où il bat James Storm, avant de participer le même soir au Lethal Lockdown Match, match que son équipe remporte. Le lendemain, il s'empare du championnat du monde poids lourds de la TNA en battant le champion A.J. Styles, mettant fin à son long règne.
Il défend le titre avec succès à Sacrifice contre A.J. Styles, puis à Slammiversary VIII contre Sting, et une nouvelle fois lors de Victory Road dans un Four Way match contre Jeff Hardy, Mr. Anderson et Abyss. À Hardcore Justice (2010), il devait défendre son titre contre Abyss car celui-ci était le 1er du Top 10 Contender de la TNA devant Jeff Hardy qui est 2e. Mais à la suite de l'arrivée de Tommy Dreamer, qui déclare que le PPV serait 100 % Extreme Championship Wrestling, il bat Sabu dans un non-title match.
Lors de Bound for Glory (2010), il bat Abyss avec son 5 stars frog splash mais à la fin de la soirée, il est victime du heel-turn de Jeff Hardy qui l'attaque.
Lors d'Impact After the glory, il annonce vouloir être le challenger n°1 pour le championnat du monde poids-lourds de la TNA et comme il dit « botter les fesses » du champion, son ancien ami, Jeff Hardy. Mais Eric Bischoff arrive et dit que s'il veut être challenger n°1, il doit battre Mr Anderson mais, à la fin du match, Jeff Hardy vient attaquer RVD et Anderson et donc le match se termine en match nul.
Lors de l'iMPACT suivant, RVD affirme qu'il y a un traître dans leur équipe et accuse Raven avant de l'attaquer, mais les anciens membres de la ECW les séparent. Plus tard, il fait équipe avec Sabu face au Beer Money. Sabu frappe accidentellement RVD, ce dernier l'attaque mais ses anciens équipiers les séparent. Il devient donc de plus en plus méfiant et ne fait plus confiance en personne. RVD a eu une chance pour le titre TV de la TNA qui l'échoue face a AJ Styles et Rhino. À la fin du match il houspille Rhyno.
Il affronte Tommy Dreamer à Turning Point, match qu'il remporte et il se reconcilie avec ce dernier.
Lors de Final Resolution 2010, il bat Rhino dans un First Blood match.
Lors du tout premier PPV de la TNA de l'année 2011 TNA Genesis 2011 il perd un match contre Matt Hardy. Lors de Against All Odds, il bat Matt Hardy.
Lors de Victory Road, il affronte Mr Anderson dans un match pour devenir challenger n° 1 au TNA Championship qui se finit par un double décompte à l'extérieur.
Hulk Hogan lui propose, un moment, de rejoindre Immortal. RVD semble intéressé mais Sting arrive et lui dit que cela serait une erreur. RVD repart sans rien dire et ne donne pas suite.
Lors de Lockdown, il perd contre Sting dans un match qui comprenait aussi Mr. Anderson et ne remporte pas le TNA Championship.
Lors de Sacrifice, il perd contre Sting et ne remporte pas le TNA World Heavyweight Championship.
Il se qualifie pour les Bound for Glory Series le 16 juin, lors d'Impact Wrestling et le 7 juillet, il bat Jerry Lynn, A.J. Styles et Christopher Daniels dans un 4 Corners Match.
Lors de Destination X, il bat Jerry Lynn. Le 28 juillet, à Impact Wrestling, il bat Gunner dans un Bound for Glory Series match. Lors de Hardcore Justice, il perd contre Crimson, à la suite d'une intervention de Jerry Lynn qui le fait disqualifier. il entre alors en feud contre ce dernier, Lynn intervenant fréquemment dans les matches de RVD pour le faire disqualifier, lui faisant même perdre ses chances dans le tournoi Bound for Glory Series. La feud se termine lors de Bound for Glory, où il bat Lynn dans un Full Metal Mayhem Match.
Lors de Turning Point, il bat Christopher Daniels dans un No DQ Rules Match. Lors de Final Resolution, il bat Christopher Daniels.
Lors de Lockdown, A.J. Styles, Austin Aries, Garett Bischoff, Mr. Anderson et lui battent Bully Ray, Christopher Daniels, Eric Bischoff, Gunner et Kazarian dans un Lethal Lockdown Match.
Rob Van Dam fait son retour officiel à la TNA à Lockdown (2012) dans l'équipe de Garrett qui bat celle d'Eric Bischoff.
Lors de Sacrifice (2012), il ne parvient pas à récupérer le titre lors d'un match de l'échelle, à la suite d'une mauvaise chute endommageant sa cheville et une seconde chute du haut de l'échelle, oú il tombe sur la nuque sur une chaise.
Lors de Slammiversary X, il perd contre Mr. Anderson dans un match qui comprenait aussi Jeff Hardy. Lors de Hardcore Justice, il bat Magnus et Mr. Anderson dans un Falls Count Anywhere Match.

#### Champion de la X-Division et départ (2012-2013)
Lors de Bound for Glory, il bat Zema Ion et remporte le TNA X Division Championship.
Lors de Turning Point, il bat Joey Ryan et conserve son titre.
Lors de Final Resolution, il bat Kenny King et conserve son titre. Lors de Genesis 2013, il bat Christian York et conserve son titre.
Lors de l'Impact Wrestling du 1er mars, il perd le TNA X Division Championship contre Kenny King. Lors de One Night Only: X-Travaganza 2013, il bat Jerry Lynn dans un No Disqualification Match. Lors de One Night Only: Joker's Wild 2013, Chavo Guerrero et lui perdent contre Christopher Daniels et Samoa Joe lors du premier tour du Joker Wild Tournament.
Après Lockdown, son contrat avec la TNA se termine et il décide de quitter la fédération.

### Retour à la World Wrestling Entertainement (2013-2014)

#### Rivalité avec Alberto Del Rio pour le World Heavyweight Championship (2013)
Lors de Money in the Bank (2013), il perd le Money in the Bank Ladder Match au profit de Randy Orton.
À SummerSlam (2013) il gagne le match contre Dean Ambrose par disqualification et par conséquent ne remporte pas le titre. Le lendemain à Raw, il attaque Alberto Del Rio et forme une nouvelle alliance avec Ricardo Rodriguez. Lors du SmackDown du 23 août, il attaque de nouveau Alberto Del Rio après que ce dernier a battu Christian. Cela marque le début d'une rivalité avec le catcheur mexicain. À Night of Champions 2013, il bat Alberto Del Rio par disqualification, et ne remporte donc pas le titre. Lors de Battleground il perd par soumission face à Alberto Del Rio pour le World Heavyweight Championship.

#### Diverses rivalités et départ (2014)
Il fait son retour lors de Raw du 7 avril 2014 en battant Damien Sandow. Lors de RAW du 14 avril, il bat Alberto Del Rio et se qualifie pour la demi-finale du WWE Intercontinental Championship Tournament. Le 21 avril à Raw, il bat Cesaro et se qualifie pour la finale du WWE Intercontinental Championship Tournament. Lors de Raw du 28 avril, il perd face à Bad News Barrett.
Lors de Extreme Rules, il perd face à Cesaro, dans un combat qui impliquait également Jack Swagger. Lors de Payback, il perd face à Bad News Barrett et ne remporte pas le titre intercontinental.
Lors de Money in the Bank, il ne remporte pas la mallette au profit de Seth Rollins. Il bat Cesaro lors du pre-show de SummerSlam. Il quitte la WWE par la suite.

### Circuit indépendant (2015-...)
Lors d'un show de la Five Star Wrestling le 2 février 2018, il perd face à John Morrison et ne remporte pas le 5 Star Wrestling Championship.

### Retour à Impact Wrestling (2019-2020)

#### Retour avec Sabu (2019)
Le 3 avril 2019, il est annoncé que RVD venait de signer un contrat avec Impact. Le 4 avril lors du pay-per-view United We Stand, il fait son retour avec Sabu et perd, avec ce dernier, contre les Lucha Brothers.
Le 3 mai à Impact, Rob Van Dam fait sa première apparition télévisée. Il est ensuite interrompu par Ethan Page qui le provoque et RVD de répondre avec un coup de pied retourné avant quitter le ring. La semaine suivante à Impact, Rob Van Dam bat Ethan Page.

#### Rivalité avec Moose,The North et Brian Cage (2019-2020)
Le 24 mai à Impact, il bat Tommy Dreamer. Après le match, ils se font attaquer par Moose et The North mais ils sont secourus par Sabu qui fait son retour. Le 31 mai à Impact, il reforme les ECW Originals avec Sabu et Tommy Dreamer et ensemble ils battent Moose et The North.
Le 17 décembre à Impact, il entre en rivalité avec Brian Cage (effectuant un heel turn) à la suite d'une altercation avec ce dernier. Un match entre les deux hommes est annoncé pour Hard to Kill. Le 12 janvier 2020 lors d'Impact Hard to Kill, Brian Cage incapable de continuer son match face à RVD est remplacé par Daga qui fut vaincu rapidement par RVD.

### Second retour à la World Wrestling Entertainment (2021)

#### WWE Hall of Fame (2021)
Le 6 avril 2021, il est intronisé au WWE Hall of Fame.

## Palmarès
- Total Nonstop Action Wrestling
  - 1 fois TNA World Heavyweight Championship
  - 1 fois TNA X Division Championship

- American Wrestling Rampage
  - 1 fois champion du Monde poids lourds de la AWR

- Extreme Championship Wrestling
  - 1 fois ECW World Television Championship
  - 2 fois ECW World Tag Team Championship avec Sabu
- 1 fois ECW TV Champion

- International Wrestling Federation
  - 1 fois champion de la télévision de la IWF

- National Wrestling Council
  - 1 fois champion par équipes de la NWC

- Pacific Coast Wrestling
  - 1 fois PCW Heavyweight Championship[40]

- Peach State Wrestling
  - 2 fois PSW Cordele City Heavyweight Champion

- South Atlantic Pro Wrestling
  - 1 fois champion par équipes de la SAPW

- All Star Wrestling
  - 1 fois ASW North American Heavyweight Champion

- World Stars of Wrestling
  - 1 fois champion du Monde poids lourds de la WSW

- World Wrestling Entertainment
  - 1 fois WWE Championship
  - 1 fois ECW World Heavyweight Championship
  - 6 fois WWE Intercontinental Championship
  - 1 fois WWE European Championship (dernier)
  - 4 fois WWE Hardcore Championship (dernier)
  - 1 fois WWE Tag Team Championship avec Rey Mysterio
  - 2 fois WWE World Tag Team Championship avec Kane (1) et Booker T (1)
  - Mr. Money In The Bank en 2006
  - 15e Triple Crown Champion
  - 7e Grand Slam Champion
  - Invaincu à WrestleMania (4 victoires, 0 défaite)
  - WWE Hall of Fame (2021)

### Classement de magazines
- Pro Wrestling Illustrated[41]

| Année | 1991 | 1992 | 1993 | 1994 | 1995 | 1996 | 1997 | 1998 | 1999 | 2000 | 2001 | 2002 | 2003 | 2004 | 2005 | 2006 | 2007 | 2008 à 2009 | 2010 | 2011 | 2012 | 2013 | 2014 |
| Rang  | 500  | 173  | 121  | 129  | 199  | 51   | 32   | 14   | 2    | 24   | 59   | 1    | 10   | 28   | -    | 18   | 24   | -           | 15   | 11   | 37   | 63   | 71   |

- Pro Wrestling Report
  - Match de l'année (2006) contre John Cena lors de ECW One Night Stand (2006)

## Vie privée
- Van Dam est un kickboxer et un expert en arts martiaux. En 1990, il se classe 2e au Kalamazoo Heavyweight Toughman Contest[43].
- Van Dam est le créateur du « Van Dam Lift », une technique de levée du poids en étant en grand écart appuyé sur 2 bancs et où on doit soulever des poids du sol à la poitrine. Ce lever a été accrédité en 1998 par la All-Around Weightlifting Association et Van Dam détient l’actuel record avec 166,5 lb (76 kg)[44].
- Il a participé au vidéoclip de la chanson One of a Kind de Breaking Point. Dans le clip il perd sa voiture aux mains du chanteur du groupe, Brett Erickson, dans une course de rue. À la fin de la vidéo, il fait un spin kick pour envoyer les clés de sa voiture dans les mains de son adversaire. On retrouve la chanson également sur le CD de la WWF Forceable Entry[45].
- En 2010, il tourne dans le film Banlieue interdite (Wrong Side of Town) auquel participe également Batista.
- Il joue aussi dans Black Mask 2: City of Masks, où il joue le rôle de Claw, où durant le tournage, il s'est blessé au genou lors d'une cascade.
- Il a eu de nombreux problèmes de drogue notamment avec Sabu, il s'est fait arrêter en possession de cocaïne[46].
- Il est en couple avec Katie Forbes.